# جونگ یاک یونگ
جونگ یاک یونگ (کره‌ای: 정약용؛ ۱۷۶۲ – ۱۸۳۶) برزشناس، فیلسوف و شاعر کره‌ای بود. او همچنین با نام هنری داسان (کره‌ای: 다산; lit. tea mountain) نیز شناخته می‌شد. او یکی از بزرگ‌ترین متفکران در اواخر دوران چوسان بود، کتاب‌های بسیار تأثیرگذاری دربارهٔ فلسفه، علم و تئوری‌های حکومت نوشت، مناصب اداری مهمی داشت و به عنوان یک شاعر مورد توجه قرار گرفت. او از افراد نزدیک پادشاه جونگ‌جو بود.
جونگ زادهٔ نامیانگجو (بعداً گوانگجو، استان گیونگ‌گی) است، جاییکه در آنجا نیز درگذشت. او به دلیل عضویت در جناح جنوبی و اعتقادات کلیسای کاتولیک برادر بزرگترش، به مدت ۱۸ سال از سال ۱۸۰۱ تا ۱۸۱۸ در گانگجین، استان جولا جنوبی در تبعید گذراند. کاتولیک‌های کره‌ای گاهی ادعا می‌کنند که جونگ با نام جان باپتیست غسل تعمید داده شده است، اما هیچ مدرک مستندی برای این موضوع وجود ندارد.
جونگ یاک یونگ از طایفهٔ ناجو جونگ است. در هنگام تولد به او عنوان غیررسمی (初字 choja) گی‌نونگ (歸農) داده شد و بعدها با عنوان ادبی می‌یونگ (美鏞) و سونگ‌بو (頌甫)美庸) نیز شناخته شد. نام‌های هنری او نیز ساآم (俟菴)، تاگونگ (籜翁)، ته‌سو (苔叟)، جاهادواین (紫霞道人)، چول‌ماسانین (鐵馬山人)، داسان (茶山)، یویودانگ (與猶堂, نام خانه‌اش) بودند.

## چاپی
- Lee, Ki-baek, tr. by E.W. Wager and E.J. Shultz (1984). A new history of Korea. Seoul: Ilchogak. ISBN 89-337-0204-0.{{cite book}}:  نگهداری یادکرد:نام‌های متعدد:فهرست نویسندگان (link)
- Setton, Mark (1997). Chong Yagyong: Korea's Challenge to Orthodox Neo-Confucianism. New York: State University of New York Press. ISBN 0-7914-3173-8.
- Ch'oe, Y. , Lee, P.H. , de Bary, T. , Eds. (2000). Sources of Korean tradition, vol. II. New York: Columbia University Press. ISBN 0-231-12031-1.{{cite book}}:  نگهداری یادکرد:نام‌های متعدد:فهرست نویسندگان (link)
- Korean National Commission, Eds. (2004). Korean philosophy: Its tradition and modern transformation. Seoul: Hollym. ISBN 1-56591-178-4.
- Brother Anthony etc (2010). Korean Tea Classics. Seoul: Seoul Selection. ISBN 978-89-91913-66-0.
- Jeong, Min (2011). (Korean)Saero sseuneun joseonui cha munhwa. Seoul: gimmyoung-sa. ISBN 978-89-349-5033-2.
- Hongjinwhi, Wodi, tr. with commentary (2024). A Confucian Autobiography of Tasan Chŏng Yagyong: Selected Poems, 1776-1836. Leiden and Boston: Brill. ISBN 978-90-04-54073-6.{{cite book}}:  نگهداری یادکرد:نام‌های متعدد:فهرست نویسندگان (link)

## آنلاین
- "Chong Yak-yong "Tasan"". Korea Stamp Society website. Archived from the original on August 20, 2005. Retrieved June 19, 2005.
- "정약용 (丁若鏞 ; 1762~1836)". 차석찬의 역사창고. Archived from the original on December 20, 2003. Retrieved July 12, 2006.